# Obsjtina Silistra
Obsjtina Silistra (bulgariska: Община Силистра) är en kommun i Bulgarien.   Den ligger i regionen Silistra, i den nordöstra delen av landet, 300 km öster om huvudstaden Sofia. Antalet invånare är 54 885. Arean är 516 kvadratkilometer. Obsjtina Silistra gränsar till Obsjtina Kajnardzja.
Terrängen i Obsjtina Silistra är lite kuperad.
Obsjtina Silistra delas in i:
- Ajdemir
- Babuk
- Bradvari
- Vetren
- Jordanovo
- Kalipetrovo
- Profesor Isjirkovo
- Smilets
- Sratsimir
- Srebărna

Följande samhällen finns i Obsjtina Silistra:
- Silistra